# Zampone
Ne doit pas être confondu avec Zamboni, Zemponne, Zampogna, Zampana ou Zamponi.
Le zampone de Modène (Italie) est un pied de porc désossé et farci. Ce plat typique bénéficie d'une indication géographique protégée (IGP).